# イオルゴス・アルカイオス
イオルゴス・アルカイオス（ギリシア語: Γιώργος Αλκαίος, Giorgos Alkaios、1971年12月24日 - ）は、ギリシャのポップス歌手である。1989年にギリシャのリアリティ・ショー番組に出演したことから芸能界でのキャリアが始まった。俳優として短期間活動した後、音楽の道を志した。初のシングル曲「Ti Ti」はヒット曲となり、ギリシャでの知名度を大きく上げた。ギリシャの音楽、東洋の音楽と現代のポップスを混ぜ合わせて作られる、彼独自のスタイルで知られる。2010年までの時点で、アルバムのうち5枚がプラチナ・アルバム、9枚がゴールド・アルバムとなっている。

## 出自
イオルゴス・アルカイオスは、ギリシャのアテネにて、ギリシャ人とポルトガル人の両親の間に生まれた。生後ほどなくして、アメリカ合衆国・マサチューセッツ州のボストンに移住し、3年間を過ごした。3歳のとき、両親の離婚の後、父親とともにギリシャに戻った。幼少期は主に祖母に育てられながらハランドリ（Halandri）に暮らし、夏には友人・知人とともにサラミナ（Salamina）で過ごした。12歳のときに初めての仕事を経験する。
若い頃より音楽とスポーツへの情熱を見せていた。4年間に渡って、ヴァリンボンビ（Varympompi）のサマー・キャンプでキャンプ・カウンセラーを務め、その中で音楽や演劇の経験を得た。キャンプではすべての音楽や演劇の催しに加わった。16歳のときに高等学校を中退し、私立の学校に入って電気工学を学び、卒業している。

## キャリア

### 1989年 - 1991年: はじまり
アルカイオスが初めてテレビに出演したのは、1989年9月の17歳のときのことであり、ET 2で放送されたギリシャでは黎明期のリアリティ・ショー番組「Ela Sto Fos」に出場した。番組には1500人の若手の俳優や歌手、ダンサーが挑んだ。そこから20人にまで絞り込まれた中にアルカイオスは留まることができた。番組中、ダニエル・ロメル（Daniel Lomel）からダンスを、ニキ・トランダフィリドゥ（Niki Triantafilidou）から演劇を、イオルゴス・ハツィナシオス（Giorgos Hatzinasios）から音楽を学ぶなどした。
同じ年の夏、ミノア・ヴオナキ（Minoa Vouonaki）の演劇『Sofoklis 'Antigone'』のための俳優オーディションに加わり、役柄を与えられた。ミキス・テオドラキスが音楽を手がけたこの作品は、アリキ・ヴギウクラキ（Aliki Vougiouklaki）からも高く評価された。リハーサルは2箇月間続き、エピダウロスの古代劇場で封切りとなった。この時、この古代劇場で歴史的な演劇を披露した中でアルカイオスは最年少であった。
同じ夏、アルカイオスは演劇から音楽への転身を決めていた。クラブ「Tunnel」でのコンサート・シリーズのオーディションに加わり、これを通過した。1991年の夏にはフリストス・ダンディス（Christos Dantis）らと共にギリシャ中をツアーした。この年の9月、アルカイオスはテッサロニキ・ソング・コンテストに参加して「Den Me Theleis Tolmiro」を歌った。この時、出生名のイオルゴス・ヴァシリオに変えて、初めてイオルゴス・アルカイオスの名を公式に用いた。アルカイオスは、当時新人であったサキス・ルーヴァスを下し、1点差で最優秀歌手に選ばれた。コンテストでの優勝後、BMGギリシャを契約した。
デビュー・アルバムの発売の前から、アレクシア（Alexia）やノティス・スファキアナキス（Notis Sfakianakis）などの他の歌手の楽曲も手がけた。この時期にアルカイオスが作曲したものでよく知られる楽曲として、スファキアナキスの「Opa Opa」があり、この楽曲はヒット曲としてその後も長年にわたり多くの歌手たちによってカバーされている。

### 1992年 - 1998年: デビューと成功
1992年、アルカイオスの初のアルバム『Me Ligo...Trak』が発売された。収録曲の作曲はアルカイオス自身が手がけ、作詞はすべてエヴィ・ドルツァ（Evi Droutsa）が担当した。シングル「Ti Ti」はギリシャで大ヒットとなり、欧米的なポップスとオリエントの音楽を混合したスタイルは、ギリシャの音楽界を激変させた。
その後9年間にわたり、アルカイオスはガヴリリス・パンツィス（Gavrilis Panztis）との協力関係の下、数多くのプラチナ・アルバム、ゴールド・アルバムを生み出し続けた。5年間にわたって黒いスカーフを右腕に身につけ、彼のトレードマークとなった。
1993年、2枚目のアルバム『Ax! Koita Me』が、続いて『Den Peirazei』が発売された。1995年の『Anei Logou』はゴールド・アルバムとなった。これに続く『Entos Eaftou』と『En Psihro』は、どちらもプラチナ・アルバムとなった。

### 1998年以降
1998年、アルカイオスはソニー・ミュージック・ギリシャと契約した。その後ほどなく『Ixoi Siopis』が発売された。アルバムは24時間以内にゴールドとなる売上げを記録し、後にプラチナ・アルバムとなった。続く1999年の『Sirmatoplegma』も24時間以内にゴールド、後にプラチナ・アルバムとなった。2000年には『Pro Ton Pilon』、2001年には『Oxigono』が発売され、いずれもゴールドとなった。2002年には「Karma」と題されたシングルが発売された。
2003年、新たにアルファ・レコーズ（Alpha Records）と契約し、アルバム『Kommatia Psihis』を発売した。2003年から2004年にかけての冬、クラブ・ゲフィラ（Gefira）でアンツィ・サミウ（Antzi Samiou）と共演した。
2005年、ライブ・アルバム『Live Tour』が発売された。このアルバムはCD3枚組みで、これまでの12年間にギリシャ各地をはじめアメリカ合衆国、カナダ、オーストラリア、ドイツ、イギリス、アルバニア、キプロスで行われたコンサートの音源が収められている。
2006年、Virus Musicと契約し、再びミルトス・カラツァス（Miltos Karatzas）と共演した。2008年11月、自身のレーベル・フレンズ・ミュージック・ファクトリーを興した。
2010年、アルカイオスは楽曲「OPA」で、ユーロビジョン・ソング・コンテスト2010のギリシャ代表に選ばれた。

## ディスコグラフィー
- 1992年: Me ligo trak
- 1993年: Koita me
- 1994年: Den peirazei
- 1995年: Anef logou
- 1996年: Entos Eaftou
- 1997年: En Psychro
- 1998年: Ta dika mou tragoudia（1992年から1998年までのベスト・アルバム）
- 1998年: Ichi siopis
- 1999年: The remix（EP）
- 1999年: Sirmatoplegma
- 2000年: Pro ton pylon
- 2001年: Oxygono
- 2002年: Karma（CDシングル）
- 2002年: Ta tragoudia mou（ベスト・アルバム）
- 2003年: Kommatia psychis
- 2004年: Aithousa Anamonis / Special edition
- 2005年: Live tour
- 2006年: Nihtes apo fos
- 2007年: Eleftheros
- 2008年: To Diko Mas Paramithi

アルカイオスは他のアーティストのための作曲も数多く手がけている。その中の一つがソフィス・スファキアナキスの「Opa Opa」であり、アンティークやデスピナ・ヴァンディなど、数多くのアーティストらがこの楽曲をカバーしている。アンティークによるカバーはEuropean Top Tenで2位に入っている。
代表的な楽曲の一つ「Sirmatoplegma」は、トルコの有力サッカー・クラブ、ガラタサライの賛歌となっている。

## フレンズ・ミュージック・ファクトリー
フレンズ・ミュージック・ファクトリー（Friends Music Factory）は、イオルゴス・アルカイオスが、盟友のディオニシス・スヒナス（Dionysis Schinas）と共に2008年11月に設立したレコード・レーベルである。このレーベルから発売される作品は、レコードや書籍販売店の他、ギリシャおよびキプロス各地のキオスクでも販売されており、冊子やボーナスDVDの付録が付けられている。
レーベルの他のアーティストらもユーロビジョン・ソング・コンテスト2010のギリシャ代表曲「OPA」の作詞や作曲に関わっており、彼らもアルカイオスとともに舞台に上がる予定である。